# 정아우세

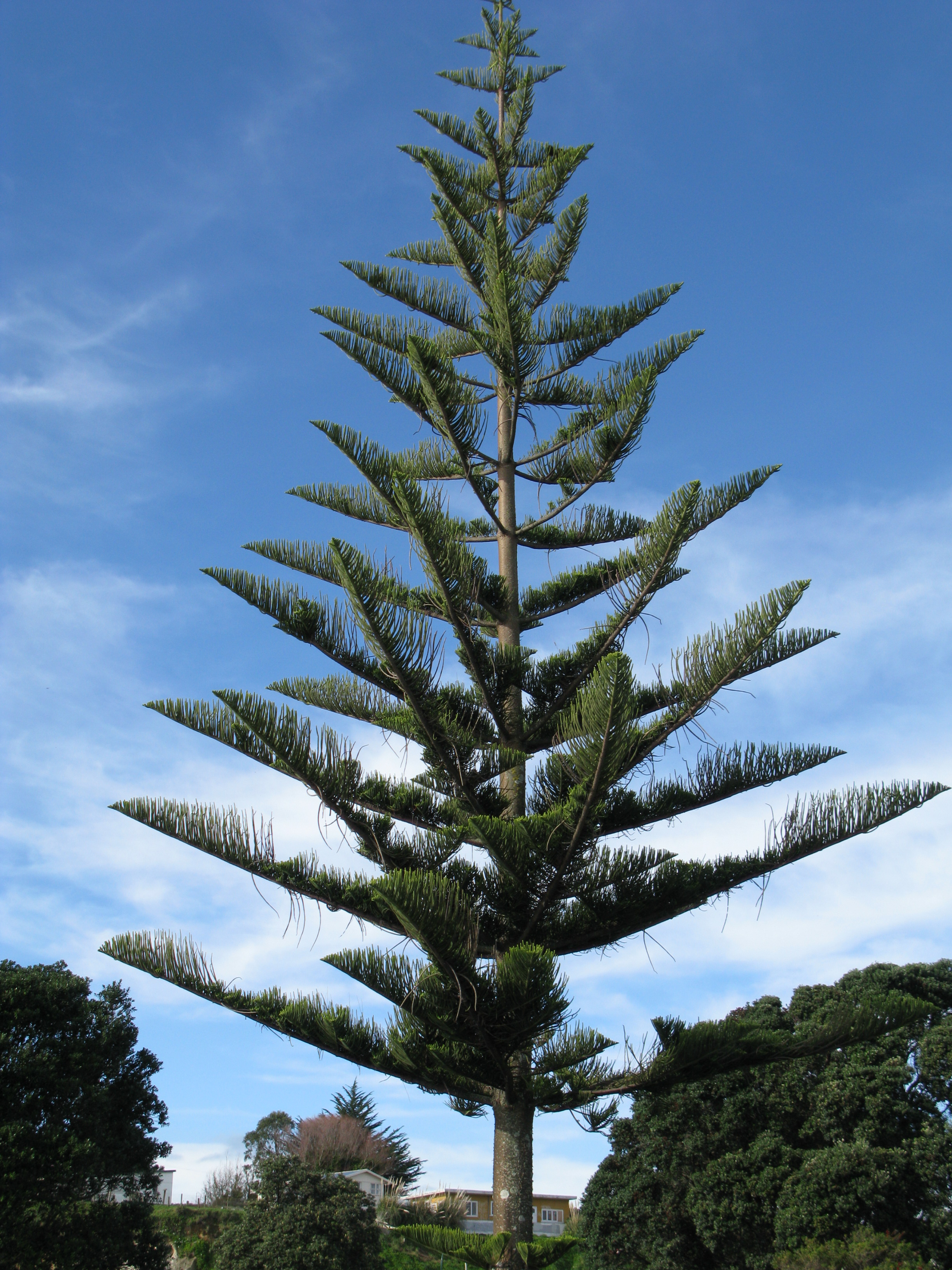
많은 침엽수는 특히 강한 정단 우세를 보이며, 아라우카리아과에 속하는 것 중 가장 강하며, 강하게 차별화된 수평 가지를 가진 단일 직립 중앙 줄기를 보여준다. 아라우카리아종을 곁가지에서 잘라낸 경우 직립 성장이 이루어지지 않는다. 사진에 보이는 나무는 뉴질랜드의 노퍽소나무(아라우카리아 헤테로필라, Araucaria heterophylla)이다.

정아우세(apical dominance)는 식물학에서 식물의 주요 중앙 줄기가 다른 측면 줄기보다 우세(즉, 더 강하게 자라는) 현상이다. 가지에서는 가지의 주요 줄기가 옆 가지보다 더 지배적이다.
식물생리학은 측아의 성장에 대해 말단 싹(및 분열조직)에 의해 가해지는 통제력으로서 정아우세를 설명한다.

## 같이 보기
- 분열조직